# Dragon (rivière)
Le Dragon est un cours d'eau de Seine-et-Marne long de 8,1 km. C'est un affluent de la Voulzie.
Ses eaux sont captées par l'aqueduc de la Voulzie, qui alimente Paris en eau potable.
On peut trouver dans ce cours d'eau des populations de Chabot et de Lamproie de Planer.